# Sichelflügel-Fledermaus
Die Sichelflügel-Fledermaus oder Kubanische Feigenfledermaus (Phyllops falcatus) ist eine Fledermaus-Art aus der Familie der Blattnasen (Phyllostomidae), die auf den Großen Antillen beheimatet ist.
Die Gattung ist rezent monotypisch, Phyllops vetus und Phyllops silvai sind weitere bekannte fossile Arten.

## Beschreibung
Die Sichelflügel-Fledermaus besitzt eine relative kurze Schnauze und weiße Flecken auf der Schulter, zwei Merkmale die die Art mit den ebenfalls auf den Großen Antillen endemischen Fledermäusen, der Baumfledermaus (Ardops nichollsi), Ariteus flavescens und dem Roten Fruchtvampir (Stenoderma rufum) teilt. Diese Arten wurden bis 1979 in einer einzigen Gattung (Stenoderma) zusammengefasst, jedoch bald einzelnen Gattungen zugeteilt, was kürzlich aufgrund morphologischer und molekularer Daten bestätigt wurde. Die Sichelflügel-Fledermaus unterscheidet sich von anderen karibischen Fruchtvampiren hauptsächlich durch Charakteristika der Zähne und durch den konkaven Unterkiefer.
Phyllops falcatus ist eine mittelgroße Fledermaus mit einer Kopf-Rumpf-Länge von 55 bis 65 mm, einer Unterarmlänge von 40 bis 48 mm, einer Flügelspannweite von 315–365 mm und einem Gewicht von 16–23 g. Besonders auf Kuba sind die Weibchen wesentlich größer als die Männchen. Wie alle Vertreter der Fruchtvampire (Unterfamilie Stenodermatinae) besitzt auch Phyllops falcatus keinen Schwanz. Die Art hat ein dichtes, seidiges Fell von grau-brauner Farbe, wobei das Fell am Bauch meist heller ist als das am Rücken. Das einzelne Haar ist 7–10 mm lang und dreifarbig, mit einer dunklen Basis und Spitze, und einem helleren Mittelteil. Die Haare an der Schulter und am hinteren Ohransatz sind komplett weiß. Das Nasenblatt, welches typisch für die Vertreter der Familie der Blattnasen ist, ist breit und lanzenförmig. Die Ohren sind relativ kurz und rund, der Tragus dick und rosafarben. Der Daumen ist relativ lang (9–12 mm) und der Calcar kurz (3–5 mm). Die Schwanzflughaut ist schmal und behaart. Die Flughaut selber ist bis auf den durchsichtigen Teil zwischen Mittel- und Zeigefinger schwarz. Phyllops falcatus besitzt relativ kurze, breite Flügel, was die Art zu einem langsamen, wendigen Flieger macht. Die Echoortungsrufe sind kurz (4,5–5,3 ms) und bewegen sich zwischen 23 und 73 kHz. Sie sind damit für das menschliche Ohr nicht hörbar. Die Bandbreite der Rufe der Sichelflügel-Fledermaus ist breit im Vergleich zu anderen kubanischen Fledermausarten, was die Art leicht akustisch identifizierbar macht.

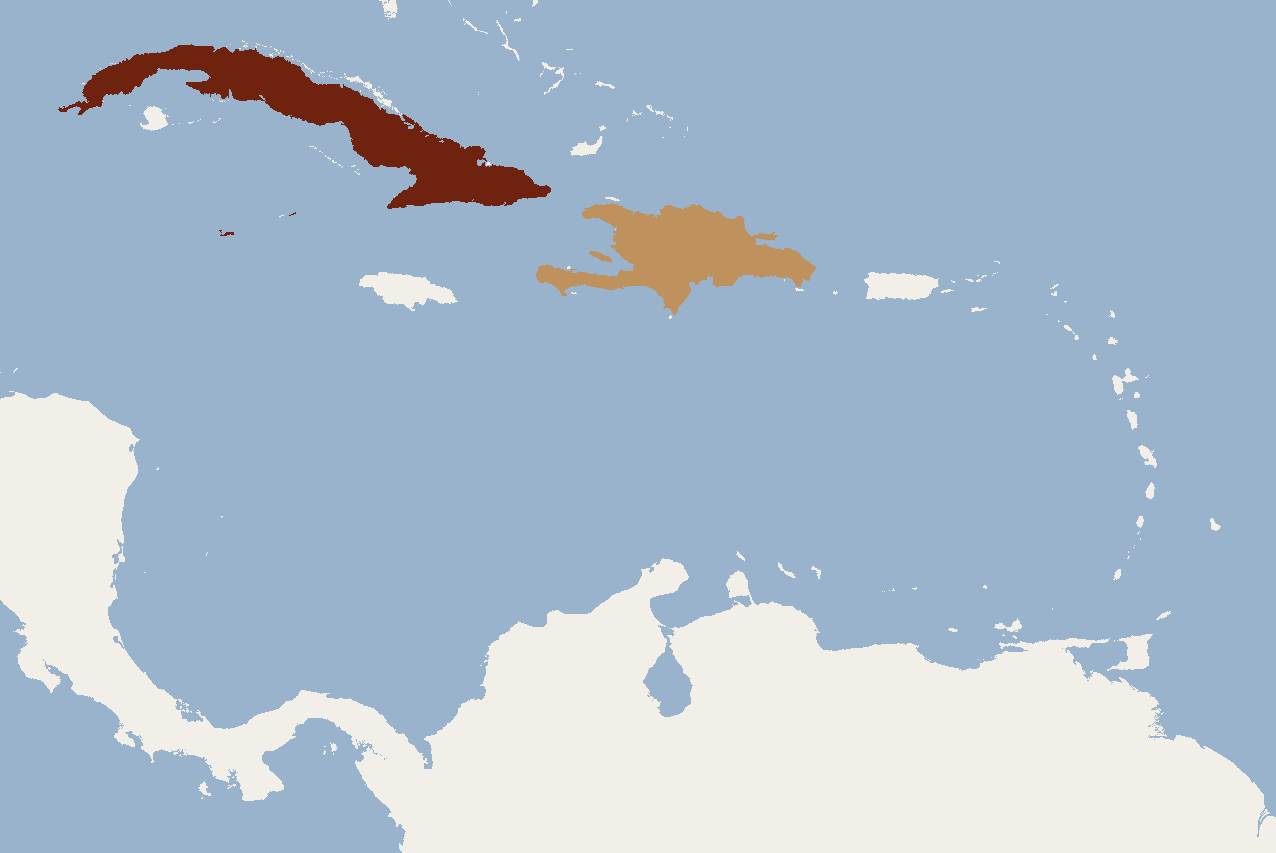
Verbreitungsgebiet von Phyllops falcatus mit der Unterart P. f. falcatus in rot und P. f. haitiensis in orange

## Lebensweise
Die Sichelflügel-Fledermaus kommt in einer Höhe von maximal 680 m. ü. M. vor und bewohnt vor allem bewaldete Gebiete. Die Art ist wie die meisten Fledermäuse nachtaktiv und ernährt sich hauptsächlich von Früchten wie die des Ameisenbaums Cecropia scheberiana oder des Rosenapfels (Syzygium jambos). Diese Ernährungsweise macht die Fledermausart zu einem wichtigen Samenverbreiter verschiedener Pflanzen. Tagsüber findet man die Art im Blattwerk verschiedener Bäume wie des Amerikanischen Mahagonis (Swietenia macrophylla), wo sie kleine Gruppen von 3–5 Individuen bildet. Phyllops falcatus ist polyöstrisch.

## Verbreitung und Lebensraum
Die Sichelflügel-Fledermaus kommt auf Hispaniola und Kuba vor. Die Art wird von der IUCN als ungefährdet eingestuft.